# Misogynoir
Misogynoir is haat, minachting en discriminatie jegens zwarte vrouwen.
De term – een combinatie van misogynie (vrouwenhaat) en noir (zwart) – werd in 2010 gemunt door de zwarte, queer feminist Moya Bailey. Bailey bedacht de term indertijd om met name de haat tegen zwarte vrouwen in de populaire beeldcultuur te beschrijven. Een belangrijke troop binnen het discours van misogynoir is dat zwarte vrouwen worden omschreven als 'boze zwarte vrouw': te assertief, te agressief, te boos. In de Verenigde Staten wordt dit stereotype de 'angry black woman' of 'sapphire' genoemd. 